# Andreas Ernst (Moderator)
Andreas Ernst (* 6. August 1955 in Reutlingen; † 23. Oktober 2014) war ein deutscher Redakteur und Moderator.
Ernst wurde mit 21 Jahren Nachrichtenredakteur beim Deutschlandfunk. Ein Jahr später wechselte er zum damaligen Südwestfunk Baden-Baden, bei dem er für die Sendung SWF3 PopShop verantwortlich war und zur Besetzung der Comedy-Tour Gagtory gehörte. Beim SWF3 arbeitete er anschließend bis zur Einstellung des Programms im August 1998. Parallel dazu war er seit 1984 Fernsehmoderator beim WDR, unter anderem zu sehen in Aktuelle Stunde, KuK und WDR Aktuell. Gelegentlich war er auch Moderator im ARD-/ZDF-Dokumentationskanal Phoenix. Seit 2004 war er die Stimme von tram-TV.
Er starb am 23. Oktober 2014 nach schwerer Krankheit im Alter von 59 Jahren.